# حق الثورة
في الفلسفة السياسية الحق في الثورة (أو حق التمرد) هو حق أو واجب شعب أي أمة في إسقاط حكومة تعمل ضد مصالحه المشتركة و/ أو تهدد سلامة الشعب دون سبب. على مدار التاريخ بشكل أو بآخر، استُخدمَ الإيمان بهذا الحق لتبرير الثورات المختلفة، بما في ذلك الثورة الفرنسية والثورة الروسية والثورة الإيرانية.

## التاريخ

### حادثة سابقة
أصدر ملوك سلالة زو الحاكمة (1122 - 256 قبل الميلاد) في الصين لتبرير إسقاطهم لمملكة شانغ قبلًا المفهوم المعروف باسم «تفويض من السماء» وهو أن السماء سوف تبارك سلطة الحاكم العادل، لكن يجب أن تثور وتسحب تفويضها من حاكم مستبد.
عندئذٍ ينتقل تفويض السماء إلى من سيحكمون بشكل أفضل. فسر المؤرخون الصينيون التمرد الناجح كدليل على أن تفويض السماء قد مُنِح. ادعى المتمردون الذين عارضوا السلالة الحاكمة -عبر التاريخ الصيني- أن تفويض السماء قد مُنِح، ما يمنحهم الحق في التمرد. غالبًا ما كانت السلالات الحاكمة مرتابة تجاه هذا الأمر، وكثيرًا ما مُنِعت كتابات الفيلسوف الكونفوشيوسي منسيوس (372-289 ق.م.) لتأكيدها على أن الناس لديهم الحق في الإطاحة بالحاكم الذي لا يوفر لهم احتياجاتهم.

#### روما القديمة
حاول الزعيم الشعبوي تيبيريوس جراكوس تبرير محاولة حرمان الأطربون ماركوس أوكتافيوس من السلطة عبر المحاججة أن الأطربون «يُحرم من الشرف والحصانات جراء أفعاله وإهماله للواجب الذي مُنح له الشرف من أجله». بالنسبة إلى جراكوس «من يهاجم سلطة الشعب لا يعود أطربونًا على الإطلاق».
وعزز محاججته عبر تسليط الضوء على سابقة الإطاحة بتاركوينيوس سوبربوس «حين تصرف بشكل خاطئ، وبسبب جريمة ارتكبها رجل واحد أُلغيت إلى الأبد الحكومة القديمة التي بُنيت في ظلها روما». وحسبما لاحظ المؤرخ إدوارد غيبون، بعد الإطاحة بتاركوينيوس، «كان الروماني الطموح الذي يجرؤ على حمل لقبهم أو تقليد طغيان ]تاركوينيوس[ مكرسًا لآلهة جهنم: كان كل مواطن من مواطنيه مسلحًا بسيف العدالة، وكان فعل بروتوس، مهما كان متعارضًا مع الاعتراف بالجميل أو الحذر، قد قُدس بالفعل بحكم بلاده».
بعد وفاة أغسطس قيصر، أثار الجندي بيرسينيوس تمردًا ضمن فيالق بانونيا. اعتقادًا منه بامتلاكهم للحق في التمرد العنيف للحصول على معاملة أفضل وتقدير أكبر من الدولة، سأل الجندية المشتركة بلغة بلاغية عن سبب استسلامهم لقادة المئة في حين أن الحياة العسكرية تسلتزم مثل هذا الراتب المنخفض وسنوات عديدة في الخدمة. وشاركه مشاعره العديد من الجنود. وفقًا للمؤرخ تاسيتوس «صفق الحشد لأسباب مختلفة، بعضها يشير إلى علامات الجلد بالسياط، والبعض الآخر إلى خصال شعرهم الشائبة، ومعظمهم يشير إلى ملابسهم الرثة وأطرافهم العارية». 
برر الإمبراطور سوبريوس فلافوس حقه في الثورة ضد الإمبراطور نيرون استنادًا إلى أن جرائم نيرون كانت تعني أنه لم يعد يستحق حب الناس: «لقد بدأت أكرهك حين أصبحت قاتل والدتك وزوجتك، وقائد عجلة حربية وممثلًا وإحراقيًا». 
في عام 285، قمع ماكسيليان تمرد فلاحي الغال الذين قاوموا بعنف استغلال أسيادهم. قاتل هؤلاء من أجل حقوقهم الطبيعية ضد الظروف البائسة التي كانوا رازحين تحتها. يقول غيبون أنهم «أكدوا الحقوق الطبيعية للبشر، إلا أنهم أكدوها بأقصى وحشية». 

#### أوروبا
في أوروبا، يمكن إرجاع أحد الأمثلة لظهور حق الثورة إلى الثورغني الناطق باسم القانون، الذي دخل في عام 1018 في مواجهة مثيرة مع ملك السويد. ادعى الناطق باسم القانون أن ملك السويد كان مسؤولًا أمام الشعب وسيُطاح به من قِبله إذا واصل حربه -التي لا تحظى بشعبية- في النرويج. مثال آخر هو الوثيقة العظمى، وهو ميثاق باللغة الإنجليزية صدر في عام 1215 يطالب الملك بالتخلي عن بعض الحقوق وقبول أن إرادته يمكن أن تكون خاضعة للقانون. تضمنت «فقرة أمنية» أعطت الحق للجنة من البارونات في إلغاء إرادة الملك بالقوة إذا لزم الأمر. أثرت الوثيقة العظمى بشكل مباشر على تطور الديمقراطية البرلمانية والعديد من الوثائق الدستورية، مثل دستور الولايات المتحدة.
أصدر الملك المجري أندرو الثاني مرسومًا يعرف باسم الثور الذهبي لعام 1222. أرسى القانون حقوق النبلاء في المجر، بما في ذلك الحق في عصيان الملك عندما كان يتعارض مع القانون (باللاتينية: jus resistendi). غالبًا ما يُقارن مرسوم الثور الذهبي بالوثيقة العظمى؛ فقد كان الثور الذهبي أول وثيقة دستورية لشعب المجر، في حين كانت الوثيقة العظمى أول ميثاق دستوري للشعب الإنجليزي.
كتب توما الأكويني أيضًا عن الحق في مقاومة الحكم الاستبدادي في الخلاصة اللاهوتية. نفى نيكول أورسمه في كتابه ليفري دي بوليتيكس «دليل السياسات» نفيًا قاطعًا لأي حق في المقاومة. دافع جون سالزبوري عن الاغتيال الثوري المباشر للحكام المستبدين غير الأخلاقيين في كتاب بوليكراتيكوس «رجل الدولة». وُسِعت هذه الفكرة اللاهوتية في الحقبة الحديثة المبكرة. كان اليسوعيون -وخاصة روبرتو بيلارمينو وخوان دي ماريانا- معروفين للجميع وغالبًا ما يخشون من دعوتهم لمقاومة الاستبداد وقتل المستبد، كأحد الآثار المترتبة لتركيز الحق الطبيعي لمدرسة سلامنكا.
آمن جان كالفن بشيء مشابه. في شرحه لسفر دانيال، لاحظ أن الملوك المعاصرين يدّعون أنهم يحكمون «بنعمة الله» لكن هذا الإدعاء كان «مجرد خداع» حتى يتمكنوا من «الحكم دون سيطرة». كان يعتقد أن «الأمراء الدنيويين يخلعون أنفسهم بينما يثورون على الله» لذلك «يجب علينا أن نبصق على رؤوسهم بدلًا من طاعتهم». فحين يواجه المواطنون العاديون الطغيان، يجب أن يعانوا من ذلك. لكن على القضاة واجب لـ «وقف طغيان الملوك» كما كان الأمر بالنسبة للتريبيونوس بليبز «المنبر» في روما القديمة والأفورز «المراقبين من الأعلى» في أسبرطة والديمقراطيين في أثينا القديمة. لا يعني دعم كالفن -نظريًا- لحق المقاومة أنه يعتقد أن هذه المقاومة حكيمة في جميع الظروف. على الأقل علنًا، لم يوافق على دعوة جون نوكس الإسكتلندي كالفيني المذهب للثورة ضد الملكة الكاثوليكية ماري الأولى ملكة إنجلترا.
تتفق الكنيسة الكاثوليكية مع مخاوف كالفين الحذرة؛ أدان البابا مؤامرة جاي فوكس -مؤامرة البارود- واعتبر المرسوم البابوي ريجنانز إن إكسلسيس «الحكم من فوق» خاطئًا. بدلاً من ذلك، كان المسار الأكثر أمانًا للعمل بالنسبة للشعب هو تحمل الطغيان طالما أمكن تحمله، بدلًا من تحمل مخاطر ثورة مسلحة أكبر.
شُرح حق الثورة من قبل المونارشوماك «أولئك الذين يقاتلون الملوك» في سياق حروب فرنسا الدينية، والمفكرين الهوغونوتيون الذين شرعوا وجود الطغاة.

#### أوروبا الحديثة المبكرة
تبلورت المفاهيم اللاهوتية للحق في الثورة في الحقبة الحديثة المبكرة. كان اليسوعيون، وبشكل خاص روبرت بيلارمين وخوان دي ماريانا، معروفين على نطاق واسع وغالبًا ما كانا محل خشية بسبب تأييدهم لمقاومة الطغيان وغالبًا قتل المستبد، أحد آثار تركيز مدرسة سلامنكا على الحق الطبيعي.
كان جون كالفين ينظر إلى الأمور بالطريقة ذاتها. في تعليق على سفر دانيال، لاحظ أن الملوك المعاصرين يتظاهرون بأنهم يحكمون «بفضل من الله»، إلا أن هذا التظاهر كان «غشًا محضًا» لكي يتمكنوا من «الحكم دون قيود». كان يؤمن أن «الأمراء الدنيويين يتخلون عن أنفسهم حين ينتفضون ضد الله»، لذلك «يجدر بنا أن نبصق على رؤوسهم بدلًا من إطاعتهم». وكتب أنه حين يواجه المواطنون العاديون الطغيان، فلا بد من أن يعانوا منه. غير أنه من واجبات القضاة «كبح طغيان الملوك» كما فعل المدافعون عن العامة في روما القديمة وإيفورس في سبارطة وديماركس في أثينا القديمة. ولم تعني قدرة كالفن على دعم حق المقاومة نظريًا أنه كان يرى حكمة في هذه المقاومة في جميع الظروف. واختلف علنًا على الأقل مع دعوة الكالفني الإسكتلندي جون نوكس إلى الثورة ضد الملكة الكاثوليكية ماري الأولى من أسرة تودور ملكة إنجلترا.
شاركت الكنيسة الكاثوليكية كالفن مخاوفه الاحترازية، وأدان البابا مؤامرة البارود التي حاكها جاي فوكس، واعتُبر الحكم في الأعالي على نطاق واسع خطأ. وعوضًا عن ذلك، كان المسار الأكثر أمانًا للشعب هو تحمل الطغيان ما دام ذلك ممكنًا، بدلًا من مواجهة المخاطر الأكبر للثورة المسلحة.

### التطور الحديث
تطوير مفهوم حق الثورة في بداية عصر التنوير في العمل السياسي الفلسفي «معاهدتان للحكم». شكّل الحق في الثورة -الذي كتبه الفيلسوف جون لوك- جزءًا لا يتجزأ من نظرية العقد الاجتماعي التي حاول فيها تحديد أصول وأساس الظروف والعلاقات الاجتماعية. أعلن لوك أنه -بموجب الحق الطبيعي- يتمتع الشعب جميعه بالحق في الحياة والحرية والتملك، وبموجب العقد الاجتماعي، يمكن للناس أن يحرضوا على ثورة ضد الحكومة عندما تتصرف ضد مصالح المواطنين، لتحل محل الحكومة حكومة أخرى تخدم مصالح المواطنين. في بعض الحالات، اعتبر لوك الثورة واجبًا. كان حق الثورة بمثابة ضمان ضد الطغيان. أكد لوك على الحق الصريح في الثورة في معاهدتان للحكم: «كلما سعى المشرعون إلى الاستيلاء على ممتلكات الشعب وتدميرها أو نقلها إلى العبودية تحت سلطة القوة التعسفية، وضعوا أنفسهم في حالة مواجهة مع الشعب -الذين يُعفَون من أي طاعة- ويُتاح لهم الحل الأخير الشائع -الذي وفره الله لجميع الرجال- ضد القوة والعنف. يجب على السلطة التشريعية تجاوز هذه القاعدة الأساسية للمجتمع أكثر من أي وقت مضى، إما عن طريق الطموح أو الخوف أو الجهل أو الفساد أو وضعها في أيدي أي سلطة مطلقة على حياة الناس وحرياتهم وممتلكاتهم. ومن خلال خرق الثقة هذا يخسرون السلطة، ويؤول الأمر إلى الشعب الذي لديه الحق في استئناف حريته الأصلية».

#### استخدامها في التاريخ
استندت الحركات الثورية التي تلت ذلك إلى نظرية لوك كمبرر لممارسة حق الثورة.
خلال الثورة المجيدة عام 1688، خلع برلمان إنجلترا فعليًا جيمس الثاني ملك إنجلترا واستبدله بويليام الثالث من أوراني - ناساو، بسبب ميول الأول غير المقبولة تجاه الحكم المطلق والكاثوليكية. على الرغم من أن أطروحة لوك نُشرت في العام التالي، كانت أفكاره منتشرة على نطاق واسع في النظام السياسي الإنجليزي في ذلك الوقت.
وعلى الرغم من أن لوك ادعى أن الغرض من كتابه هو تبرير صعود وليام الثالث للعرش، فقد قيل إن الجزء الأكبر من الكتابة قد أُكمِل بين عامي 1679-1680 خلال أزمة الاستبعاد، والتي امتدت من عام 1679 إلى عام 1681 محاولةً استبعاد جيمس الثاني من الاستيلاء على العرش نهائيًا. قدم أنتوني آشلي كوبر -أول إيرل شافتسبري ومرشد لوك والراعي والصديق- مشروع القانون، لكنه لم ينجح في النهاية. بدلًا من ذلك، يرتبط العمل بشكل أكبر بالمؤامرات الثورية التي تدور حول ما يُعرف باسم مؤامرة راي هاوس.